# European Mantra
A European Mantra egy 2001-ben alakult magyar együttes, amelynek stílusa a dzsesszhez áll a legközelebb, de nem lehet behatárolni csupán egyetlen zenei műfajba a zenekart, mert sok stílus keveredik zenéjükben. A zenekar négy nagylemezt adott ki és egy rendhagyó koncertet is tartott, 2008. október 12-én a formáció befejezte pályafutását, ám 2010 február 21-én újraegyesültek a tagok az A38 hajón és újból működik a zenekar.

## Története
A formációt Borlai Gergő alapította 2001 márciusában azzal a céllal, hogy az addigi felhalmozott, általa nem hagyományosnak nevezett zenei elképzeléseit formába öntse. Elsőként Lukács Péter gitáros került az együttesbe, aki Borlai szerző- és producer-társa is volt egyben, s akinek zenei világa, hangja gyakorlatilag a zenekar védjegyévé vált. A billentyűs posztra Nagy János került, basszusgitáron pedig Papesch Péter.
A zenekar neve a Boom Boom együttes egyik lemezéről, az Intergalactic Megahello-ról származik, amelynek első nótája egy Mohai Tamás által szerzett instrumentális szám, European Mantra címmel.
2005. május 18-án jelent meg első nagylemezük F.A.Q. Alive címen, amelynek számait egy szlovákiai turné közben vettek fel több különböző városban, a lemezt ugyanezen a napon mutatták be az A38 Hajón. Egy évvel később kiadták második lemezüket, az 5-öt is az A38 Hajón mutatták be, Ezt 2007-ben  a Twentyone című lemez követte, amit a Free Style Chamber Orchestra-val közösen készítettek el.
2007. december 16-án Budapesten este nyolc órai kezdettel egy rendhagyó koncertet adott az együttes az A38 Hajón, amit a basszusgitáros Papesch Péter talált ki. A műsor során az egyik kedvenc Tom & Jerry epizódjukat vetítették le, mégpedig a Saturday Evening Puss címűt, amely alá a zenekar élőben zenélt. Borlai így vélekedett erről:
A Tom & Jerry egy híres amerikai rajzfilmsorozat. Tom egy macska és Jerry az egér. Kettejük párharcáról szólnak az epizódok, melyekből Fred Quimby producerkedése alatt készültek a világ legviccesebb, legjobb és legmeghatározóbb rajzfilmjei. Már a F.A.Q. Alive lemez borítóján is köszönetet mondtunk Fred-nek, hatalmas inspirációt jelent számunkra munkássága.
2008. október 12-én a European Mantra hivatalosan befejezte pályafutását, amit Borlai saját fórumán jelentett be
2009. szeptember 14-én Borlai a fórumán azt írta, hogy „2010-ben lenne 9 éves a European Mantra nevű zenekar, így a jövő évben megtartjuk az első búcsúkoncertet”, amely végül 2010. február 21-én került megrendezésre a zenekar újraegyesüléssel együtt.
2014. december 20-án megjelent negyedik, THE című nagylemezük, a zenekar az Akváriumban tartott lemezbemutató koncertet.

## Stílusa
A kvartett stílusát nem lehet bekategorizálni csupán egyetlen zenei műfajba, mert sok stílus keveredik zenéjükben (pop, blues, metál, funky), de talán a dzsesszhez áll a legközelebb. A zenéjükben keveredő legkülönbözőbb stílusokat nem összeolvasztani akarják, hanem minél szélsőségesebben érzékeltetni. Ugyanakkor az eredmény mégsem a műfajok közötti csapongás, hanem sokkal inkább az emberek (és a zenekar tagjainak) összetett, szélsőséges érzelmi világának kommunikálása.

## Tagok
- Borlai Gergő – dob
- Lukács Péter – gitár
- Nagy János – billentyűs hangszerek
- Papesch Péter – basszusgitár

Korábbi tagok:
- Mits Gergő – basszusgitár (2001 – 2002)
- Kolta Gergely – basszusgitár (2002 – 2003)

### Nagy János
2003-ban a billentyűs Nagy János Az év hangszeres szólistája kategóriában EMeRTon-díjat kapott. Az alábbi művészekkel játszott együtt: Alex Acuna, Dave Samuels, David Murray, Dewey Redman, Paco Sery.

### Papesch Péter
Papesch Péter "Sztallóne", a zenekar tehetséges basszusgitárosa. Rendszeresen dolgozik Gerendás Péterrel, állandó kísérője Presser Gábornak és az LGT-nek, de játszott már Tátrai Tiborral, Szentpéteri Csillával és a Morgan Workshop lemezein, s koncertjein is.

## Diszkográfia
- 2005 – F.A.Q. Alive
- 2006 – 5
- 2007 – Twentyone
- 2014 – THE
- 2019 – B.O.T.
- 2021 – Yancha